# John Hannah
John David Hannah, més conegut com a John Hanna (23 d'abril de 1962, East Kilbride, Escòcia) és un actor escocès de cinema i televisió, conegut per interpretar el personatge de Jonathan Carnahan a les pel·lícules The Mummy, The Mummy Returns i La mòmia: La tomba de l'emperador drac i el personatge de Lentulus Batiatus a les sèries Spartacus: Blood and Sand i Spartacus: Gods of the Arena.

## Biografia
John va néixer a East Kilbride (Escòcia), sent el més jove de tres germans. Estudià a la Royal Scottish Academy of Music and Drama i abans de ser actor, treballà com a electricista. Després de graduar-se, tingué papers petits en produccions teatrals i a la televisió.
Començà la seva carrera a televisió amb el llargmetratge Bookie el 1987 i continuà participant en altres llargmetratges com Faith o The Love Bug.
Debutà al cinema el 1990 amb el drama Harbour Beat, però fou el seu paper a la comèdia romàntica Sliding Doors, amb Gwyneth Paltrow, i amb l'èxit internacional de Quatre bodes i un funeral que consolidà la seva carrera.
El 1997, juntament amb el productor escocès Murray Ferguson, fundà la productora Clerkenwell Films, amb la producció de la sèrie Rebus, protagonitzada per ell mateix.
A partir del 1999 John interpretà el personatge de Jonathan Carnahan a la pel·lícula The Mummy i a les seqüeles The Mummy Returns i La mòmia: La tomba de l'emperador drac.
El 2010 interpretà el paper de Lentulus Batiatus a la sèrie Spartacus: Blood and Sand i a la preqüela posterior Spartacus: Gods of the Arena.

## Filmografia
- 1994: Quatre bodes i un funeral
- 1995: Madagascar Skin
- 1995: The Innocent Sleep
- 1995: Blast Away
- 1997: Romance and Rejection
- 1997: Resurrection Man
- 1997: The James Gang
- 1997; El retorn del Herbie (The Love Bug)
- 1998: Sliding Doors
- 1999: The Hurricane
- 1999: The Mummy
- 1999: La intrusa (The Intruder)
- 2000: Pandaemonium
- 2000: Cercle del crim (Circus)
- 2001: The Mummy Returns
- 2001: Before You Go
- 2002: Dr. Jekyll and Mr. Hyde
- 2002: I'm With Lucy
- 2003: I Accuse
- 2004: Agatha Christie's Marple: "4.50 from Paddington"
- 2007: L'última legió
- 2007: The Sinking of the Lusitania: Terror at Sea
- 2008: La mòmia: La tomba de l'emperador drac
- 2008: Zip 'n zoo
- 2008:  Moose in the Glen
- 2008: Agatha Christie Poirot: "Appointment with Death"
- 2010: Spartacus: Blood and Sand
- 2011: Spartacus: Gods of the Arena
- 2013:  The Wee Man